# Astronia stapfii
Astronia stapfii är en tvåhjärtbladig växtart som beskrevs av Sijfert Hendrik Koorders. Astronia stapfii ingår i släktet Astronia och familjen Melastomataceae. Inga underarter finns listade i Catalogue of Life.